# Delphyre spreta
Delphyre spreta är en fjärilsart som beskrevs av Max Wilhelm Karl Draudt 1915. Delphyre spreta ingår i släktet Delphyre och familjen björnspinnare. Inga underarter finns listade i Catalogue of Life.